# ランナウェイ・プロダクション
ランナウェイ・プロダクション（Runaway production）は、アメリカのハリウッド業界で使われる言葉で、アメリカ国内での初公開や初放映が企画されていながら、実際の撮影や製作はロサンゼルスのスタジオ・ゾーンの圏外で行われること（製作の流出）を指して言う。例えば、カリフォルニア州の別の地域や、アメリカの他の州、アメリカ以外の国などである。
2005年の「エンターテイメント産業データ&リサーチ・センター 」(CEIDR)のレポートによれば、アメリカ以外の国で撮影されるアメリカの映画やテレビ、というランナウェイ・プロダクションの傾向は加速している。その大きな理由のひとつが、撮影地の国からでる補助金で、それにより映画製作のコストを押し下げることができるためである。CEIDRのレポートによれば、「相対的に安い労働コストや為替レートなどの経済的要因もあるものの、過去の数年間のデータによれば、世界中で拡充されている制作費の助成金制度こそが、作品制作において撮影地の選択にきわめて重要な役割を果たしているということがわかる」。
このレポートではさらに「1998年の後半にはじまった助成制度であるカナダ・プロダクションと、翌年にカナダで製作された映画の劇的な増加（2020年公開の映画とドルベースで比較して144%）との関係は疑いようもないもので、為替レートや労働コストには何らの変化も認められないのに対して1年でここまで劇的な変化が起こったのには助成金制度以外には考えらない」と述べられている。
金久代の整理によれば、プロダクション誘致のための優遇政策として一般的なものは以下の通り。

## ハリウッド
ロサンゼルスは、アメリカのみならず世界的な観点からも、映画産業の歴史において重要な役割を果たしてきた。アメリカで最初の映画制作会社はニュージャージー州とニューヨーク州でうまれた。黎明期の記録媒体や照明技術はそれほど発達しておらず、映画撮影は日光がはいるガラス張りのスタジオで行う必要があった。そのため、北東部の州では天候が原因で撮影が中断することが多かった。必然的にアメリカの西部および中西部が理想的な撮影地として選ばれるようになっていた。
1910年代の前半において、ロサンゼルスはフィルムメーカーにとって理想的な撮影地だった。晴天が多く、乾燥した気候であることが「一年の大半で屋外での撮影を可能にした。さらに南カリフォルニアには海、砂漠、山、森、丘陵、とさまざまな地形がそろっていた」。
カミーユ・ジョンソン＝イェールは「ランナウェイ・プロダクション」という言葉（そしてそれをめぐる言説）について意味論的な議論をしていて、この言葉は暗黙のうちにハリウッドこそが「世界中の映画製作において真の意味でのホームであり、ハリウッド以外はまがいものの、それどころか犯罪者の隠れ家である」と述べている。

## 創作上の要請かコスト削減か
全米監督協会（DGA）の依頼により作成されたレポートによれば、ランナウェイ・プロダクションは2つに分類される。創作的な、つまり制作の一部または全部をアメリカ国外で行う理由が、脚本、作品設定、俳優や監督の嗜好によるもの。そして予算的なランナウェイ・プロダクションは、コスト削減を主目的としてアメリカ国外で制作される場合である。この場合に典型的なのが、アメリカを舞台（にして撮影用の脚本がかかれている）なのだが、実際にはカナダ、オーストラリア、フィジー、ドイツ、ハンガリー、アイルランド、ニュージーランド、南アフリカ、イギリスなどの国に制作がアウトソースされるパターンである。
この予算的なランナウェイ・プロダクションは、様々な要因が考えられ、近年では研究者によりさらに詳細な定義が与えられている。
1. 人工的な経済的要因によるもの
2. 自然な経済的要因によるもの
3. 芸術上の要請によるもの

1つめの人工的なとは、たとえば法的な仕組みにより、映画制作を誘致するための動機が生まれている場合である。自然な、とは安い労働コストにより制作費を抑えられるといった、自然に生じている経済現象を利用するために撮影地を決めるというものである。芸術上の要請は、パリを舞台にした映画をパリで撮影するように、ストーリーや設定上の必然性があって国外で撮影するというものである。

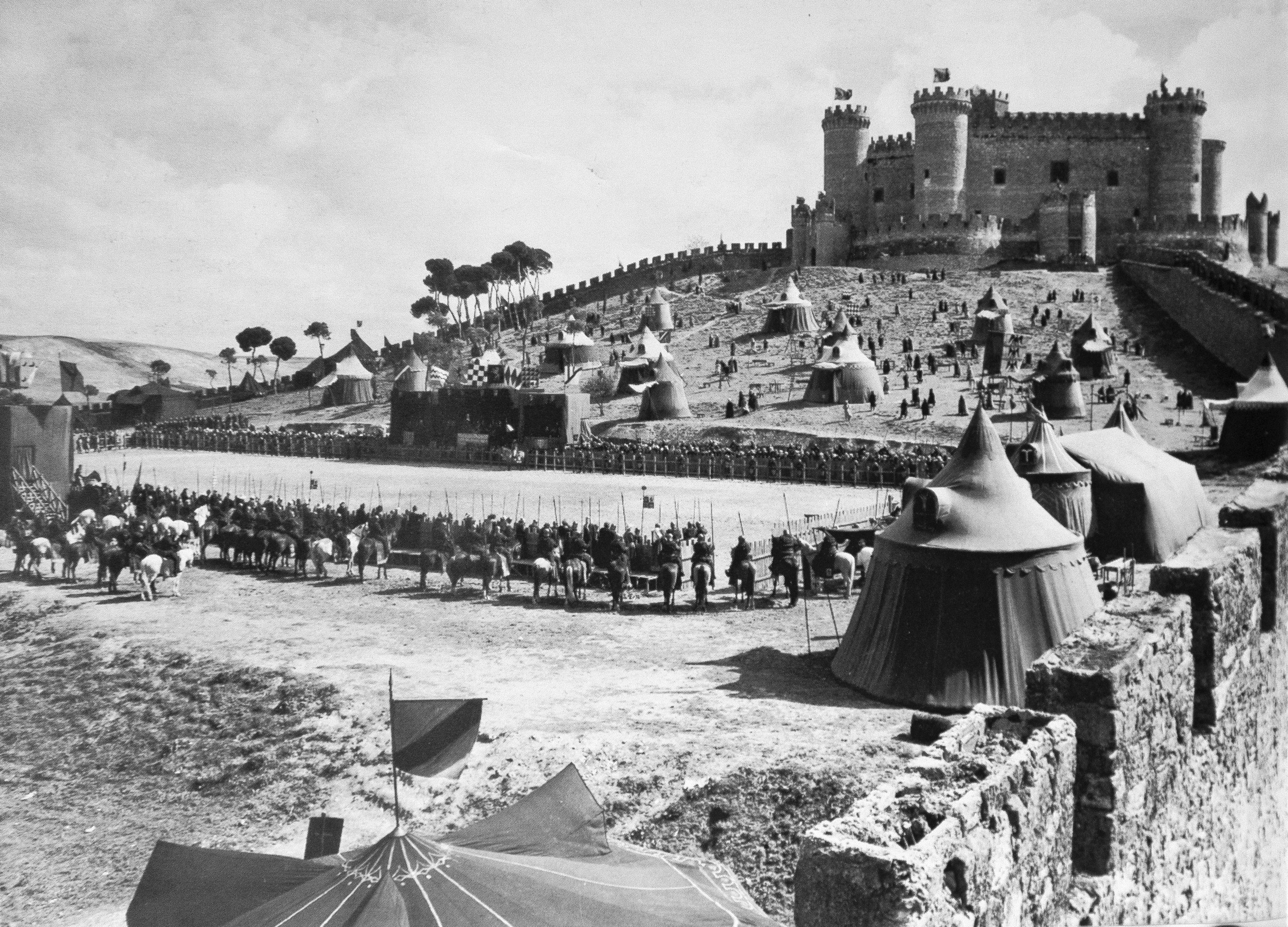
スペインのベルモンテ城で1950年代に撮影された「エルシド」の群衆シーン

実際、動機はさまざまである。フランコ政権下のスペインでは内戦の時代から1970年代まで外国為替の管理が行われていた。当時のアメリカのフィルムメーカーにとっては、スペインでの撮影こそがスペイン国内の映画館で上映される作品の興行収益を間接的に回収する唯一の手段だった。安価な労働力、熟練したスタッフの増加、スペインの多様な地形なども大作の撮影地にスペインが選ばれる理由となった。そのような作品としては、「アレキサンダー大王」(1956年)や「誇りと情熱」(195年)、「ソロモンとシバの女王」(1959年)などがあげられる。映画プロデューサーのサミュエル・ブロンストンは、アメリカの映画制作者とスペインの俳優や当局との橋渡しのためにスペインに移住している。「パットン大戦車軍団」(1970年)では、スペインの軍人がアメリカ軍とドイツ軍の戦闘シーンを演じ、第二次世界大戦の装備もスペイン軍が提供したものを使用していた。
CEIDRによれば、カナダはアメリカのランナウェイ・プロダクションの9割を引き受けおり、政府として多額の助成金を提供している。この助成金は、財政的支援やリベート（キックバック）の形をとり、関税及び貿易に関する一般協定によれば、実務的には「本来は政府の収入となる税金がされるが免除される、または徴収されない」ということになる。

## アメリカの雇用に対する影響
2021年にアメリカ商務長官のノーマン・ミネタの指示により作成されたレポートでは、「ランナウェイ・プロダクションはコンピューターグラフィックスから建設業やケータリング業まで数千人もの〔アメリカの〕労働者に影響を与えている。アメリカが被る損失は、国内に不可欠な産業の中枢部分を破壊する恐れがある」。
アメリカの映画産業からは1990年代の半ばから後半にかけて始まったアウトソーシングの潮流に懸念の声があがってたが、まさに同時期にカナダ政府による助成プログラムが増加しているのである。
全米監督協会（DGA）による調査では、カナダ政府が包括的かつ積極的で長期的な戦略に基づいて、映画制作をアメリカからカナダに誘致していることが裏付けられている。この調査では、ランナウェイ・プロダクションはアメリカ国内から50,000人以上の仕事を奪い、映画制作の予算を1年につき少なくとも100億ドルは減少させているという試算がおこなわれている。
保守系の税制監視機関であるカナダ納税者連盟（Canadian Taxpayers Federation）によれば、カナダ連邦政府と州政府による助成金や税制優遇をあわせると、企業助成のかたちで業界に流れているお金は少なくとも130億ドルにおよぶ。カナダ納税者連盟は、1982年から1997年にかけて、業界向けの補助金あるいは企業へ直接的に助成をおこなうために、カナダ連邦政府から州政府に向けて32,969件、110億ドルにわたる助成金支給や融資をおこなっている、というレポートもだしている。

## アメリカにおける映画産業の雇用
1992年、アメリカ映画協会（MPAA）は、カリフォルニア州の住民でエンターテイメント産業に直接雇用されている人口は164,000人である、との推計を発表し、1996年にはこの人口は226,000にまで増加している。さらに1996年にはエンターテイメント産業によって間接的に生み出されているカリフォルニア州内の雇用は233,000人から253,100人に達しており、「産業全体での雇用者数は450,000人に優に達する。さらに1996年にはエンターテイメント産業によって間接的に生み出されているカリフォルニア州内の雇用は233,000人から253,100人に達しており、「産業全体での雇用者数は450,000人に優に達する。MPAAはカリフォルニア州におけるエンターテイメント制作は、1996年の一年間で275億ドルもの経済効果を州内に生み出した、と発表している。この1992年から1996年にかけての驚くべき経済成長の急伸は、MPAAによれば、次の2つの理由がある。(1) シネマコンプレックスとケーブルテレビ市場の成長により、エンターテイメントコンテンツの制作に、よりすそ野のひろい需要を生み出したこと (2) そのための新たな創作活動がカリフォルニア州外あるいは国内で行われる可能性は、現実のものにならなかったこと、である。
2004年にMPAAは産業別の従事者についてアメリカ全体での数字を発表している。この調査では3つのカテゴリに分類されていた。プロダクションとサービス（P&S）、映画館・ビデオレンタル、その他、の3つだ。1995年、アメリカ全体における映画産業の従事者は、283,700人（うちP&Sで135,200人）、1997年には323,000人（うちP&Sで159,600人）、2,000年には351,600人（うちP&Sで182,100人）、2004年には367,900人（うちP&Sで198,300人）という結果だった。一方でこの2004年のMPAAのレポートでは、1997年のアメリカ全体での映画産業の従事者は323,000人であり、MPAAがかつて主張していた、1996年にはカリフォルニア州だけで450,000人以上の雇用が生まれている、という主張とは大きな乖離が生じている。混乱に拍車をかけるのは、MPAAが引用しているのと同じ労働統計局のデータを使用している商務省の報告書（The Commerce Report）では、1997年の映画産業での制作および関連サービスにおける従事者は全米で236,152人としている点である。
2005年8月、カリフォルニア州映画委員会の依頼をうけてロサンゼルス経済開発公社 (LAEDC) がランナウェイ・プロダクションの経済的な影響についてのレポートをまとめている。このレポートでは、MPAAの集計とアメリカ国勢調査による映画産業の従事者数が同じ期間（2002年）で比較されている。MPAAと国勢調査のデータは、どちらも次の2種類の集計が行われていた。(1)アメリカ全体における映画産業の従事者、(2) カリフォルニア州における映画産業の従事者、であり、これによりアメリカ全体の数字にカリフォルニア州が占める割合がわかるわけである。2002年の国勢調査ではアメリカ全体の映画産業の従事者は153,000人、そのうちカリフォルニア州単独では88,500人だった。MPAAによる2002年のデータでは、アメリカ全体の映画産業の従事者は353,076人、カリフォルニア州単独では245,900人だった。
MPAAは1996年に、映画産業が75万人のアメリカ人を雇用していると主張していて、MPAAのウェブサイトでは2008年になってもこの数字が掲載されていた。

## 補助金競争
カナダ納税者連盟のサカチュワン州代表のデイヴィッド・マクリーンは次のような疑問を投げかけている。「この土地で納税者の利益を代表しているのはいったい誰？」「映画産業はまるで古臭い映画の脚本のようにサカチュワン州政府をもてあそんで、他の州との買収合戦に引きずりこんでいる。映画プロデューサー以外は誰も得をしないどん底へのチキンレースだよ」。
カナダ映画監督協会の事務局長ロン・ヘイニーは、世界的な補助金争いに巻き込まれる可能性を目の当たりにしてこう語っている。「税金を減免すればどこでも競争相手に立候補できるわけで…本当に恐ろしい話です」。
カナダ政府の調査によれば、プロダクションはカナダからも「ランナウェイ」（逃走）しはじめている 。作品制作は、カナダに匹敵する優遇措置、あるいは対カナダをみすえた制度、直接的な助成金のいずれか（あるいはそのすべて）を導入している国へと流出をし始めている。またランナウェイ・プロダクションに対する法規制が進み、作品制作がアメリカに回帰している傾向もある。
アメリカ国外でのロケ地にかけられた予算から生まれた、映画・テレビ業界の雇用も、そのような作品の実際の製作費も、2008年には増加している一方で、アメリカ国内の各州で提供された映画制作のための優遇措置により、その措置が制定された地域で撮影された作品数が明らかに増加していることもわかっている。
カナダ・テレビ基金（CTF)から資金を引き揚げるカナダ企業もでてきている。その理由は、放送局や番組制作者に補助金をだすための「恒久的な資金源になってほしいという意図はそもそもなかった」からである。あるカナダ企業によれば「我々の理解では、最初の5年間がすぎたら、基金は投資が成功した作品からのリターンによって自立的に自ら資金を調達して運営されるはずだった」。
「ザ・バンクーバー・サン紙のマイケル・マカルーは、カリフォルニア州が世界で最も制作費のかかる場所であるにもかかわらず、何の優遇税制が設けられていないことを指摘している。どうしてそんなことができるのか？ブリティッシュコロンビア州の映画関係者はそれを考えるべきだ。納税者に寄りかかる前にだ…。税制優遇を競い合った結果、唯一の敗者がうまれる。納税者だ。ブリティッシュコロンビア州以上の補助金を出す地域はいまにも現れることだろう。アメリカのルイジアナ州は製作費全体の20パーセントをそのまま補助するオファーを出しているが、映画産業が次に求めるのはこれなのか？インセンティブを保ち続けることは政府の仕事ではなく、映画産業が競争的であり続けることが重要なのだ。

## アメリカのランナウェイ・プロダクション防止対策
雇用が他の地域に流出してしまったことで、アメリカではそれに対抗するためのさまざまな非営利の団体が連帯する動きがでた。例えば、映画・テレビ行動委員会（the Film and Television Action Committee）、全米監督協会、全米映画俳優組合（映画俳優組合を吸収して生まれた）などである。彼らは、州政府や連邦政府に対して、新たな法規制や助成プログラムによる対策を求めてロビー活動を行った。複数の調査において、アメリカ以外の国が映画やテレビ制作に対して設けている助成金はアメリカの映画産業の従事者や関連企業を著しく不利な立場に置いていると結論づけている。

映画・テレビ行動委員会（FTAC）は、カナダのような外国政府が自国の映画産業を支援するために提供する助成金は、それまで未発達だった産業（つまりカナダの映画産業のような）を政府の補助金によりテコ入れすることを制限または禁止するWTO規則に違反するという意見を提出している。このFTACは2007年9月4日には、アメリカ通商代表部（USTR）に対して通商法301条にもとづく申し立てをこなった。アメリカがつくる映画やテレビ番組の制作や撮影をカナダに誘致するためにカナダが提供している補助金が、カナダがWTOで定められたルールに基づき果たすべき義務と相いれないものである、というのが申し立てにおけるFTACの見解であった。6週間後の2007年10月19日、USTRは申し立てを退けた。プレスリリースでのUSTRの見解は次のようなものだった。
「USTRの規定にもとづいて、貿易及び経済の専門家による機関間委員会により申し立ての審査が行われた。経済データおよびその他の事実、申し立てにおける法的な主張の精査のうえで、USTRは機関間委員会から全会一致でこの申し立てを受理するべきではないとの勧告を受けている。申し立てにおける情報や主張をもとに紛争を起こしても、カナダの補助金の対処としては効果的とはいえないからである。」

## アメリカの対抗策
近年ではアメリカの国会議員にもランナウェイ・プロダクションを防ぐための対抗的なインセンティブの導入に動いている。
アメリカ雇用創出法（2004年）には、制作費が1,500万ドル以下（低所得のエリアでの撮影の場合は2,000万ドル以下）の映画制作者は、（その主要な費用の75パーセントがアメリカでの撮影により生じている場合に限るが）費用を単年度で一括償却することを認める条項が含まれている。
アメリカの州政府や地方政府は、アメリカ国内での映画制作を維持するために、対抗的なプログラムを実施しており、連邦政府も立法を通じて、不公平な諸外国との競争と議員たちが呼ぶアウトソース化をコントロールしようと試みている。